# 한광 (명나라)
한광(韓爌, 1565년 ~ 1644년)은 명나라의 정치가로서 진사(進士) 출신이다. 자(字)는 우신(虞臣), 호(號)는 상운(象雲)이다. 산서(山西) 포주(蒲州, 오늘날 영제永濟) 반저촌(盤底村) 출신이다.

## 생애
만력(萬曆) 20년(1592) 임진과(壬辰科) 진사(進士)에 올랐고, 서길사(庶吉士), 소첨사(少詹事), 동궁(東宮) 강관(講官)을 역임했다. 만력 45년(1617) 예부우시랑(禮部右侍郞)에 올랐다. 태창(泰昌) 원년(1620) 예부상서겸동각대학사(禮部尙書兼東閣大學士)가 되었다. 천계(天啓) 4년(1624) 위충현(魏忠賢)은 왕문언(汪文言)의 옥(獄)을 일으켰고, 양련(楊漣)은 분개하여 위충현의 24대죄를 들어 참핵했다. 위충현은 놀라 한광에게 구원을 요청했지만 한광은 듣지 않았다. 천계 5년(1625) 7월 26일, 양련과 좌광두(左光斗)는 같은 날 옥중에서 사망했다. 같은해 위당(魏黨) 이로생(李魯生)이 탄핵하자 한광은 파직되었고, 후에 은 2천량을 뇌물로 받았다는 무고를 당하여 가산을 탕진당했다. 때문에 조상 묘지에 살 수 밖에 없었다.
숭정(崇禎) 원년(1628) 숭정제 즉위 후, 12월에 소환되어 다시 수보대학사(首輔大學士)가 되었다. 웅정필(熊廷弼)을 위해 신원해 주었다. 한광은 천주교(天主敎) 인사 서광계(徐光啓)와 탕약망(湯若望) 등과 왕래하였고, 집안에는 영세받은 천주교인이 있었다. 병과(兵科) 급사중(給事中) 유무(劉懋)의 재역(裁驛)의 의(議)를 반대했다. 숭정 3년(1630), 문생(門生) 원숭환(袁崇煥)이 모문룡(毛文龍)을 주살한 일로 파직 조처되었고, 정월 15일 주소를 올려 사직을 청했다. 숭정 17년(1644) 봄, 이자성(李自成)이 포주(蒲州)를 함락한 후 한광의 손자를 붙잡고 접견을 협박하였고, 한광은 어쩔 수 없이 나갈 수 밖에 없었다. 이일로 한광은 분개하였고 오래잖아 분노하여 사망하였으니 향년 80세였다.

## 가족
증조부 한홍(韓霐)은 의관(義官)이다. 조부 한파(韓玻)는 공과우급사중(工科右給事中)에 추증되었다. 부친 한즙(韓楫)은 가정 44년(1565) 진사였고 이과도급사중(吏科都給事中)에 올랐다.

## 같이 보기
- 원숭환
- 위충현